# Односторонняя почтовая карточка с оригинальной маркой

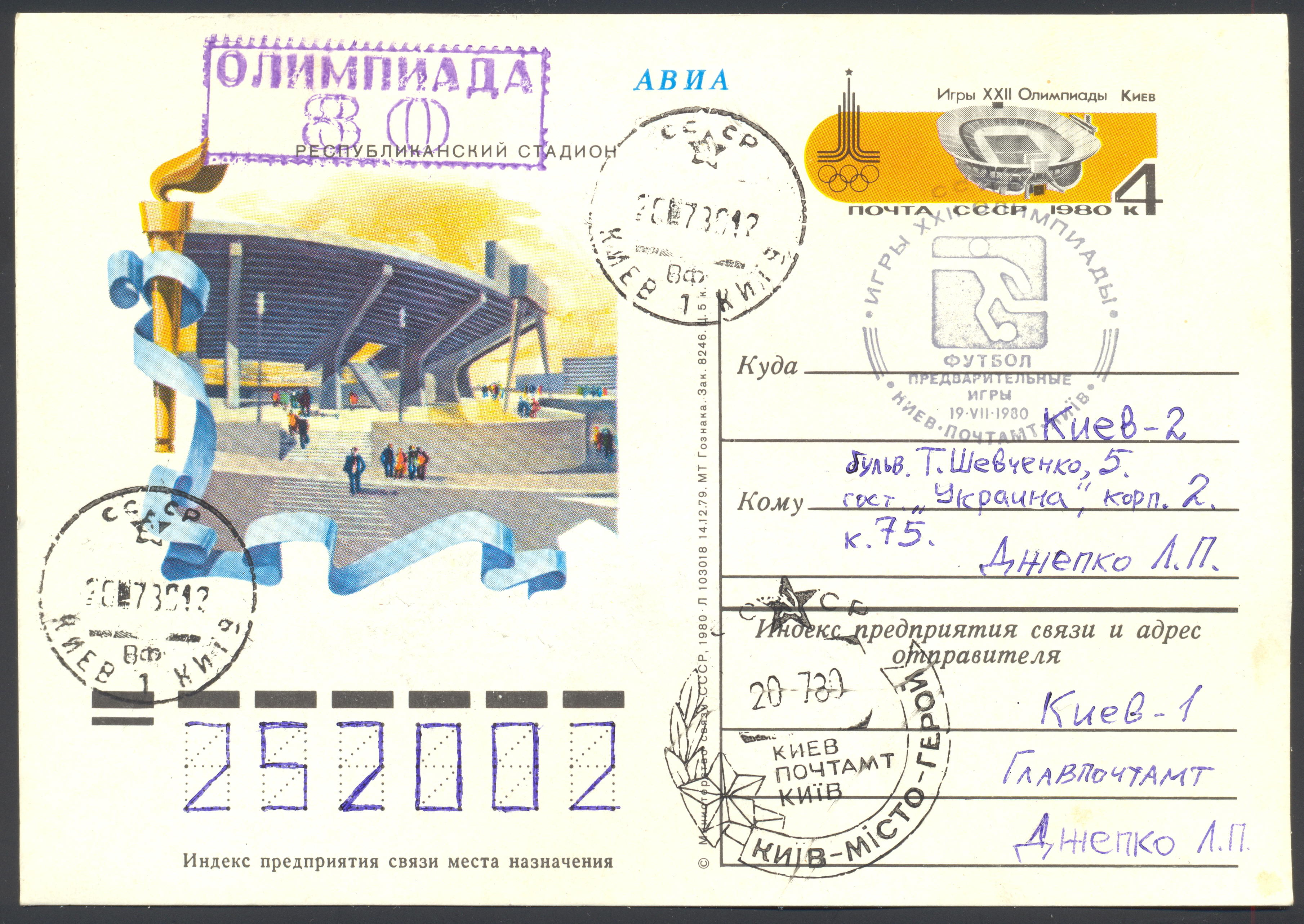
Прошедшая почту односторонняя почтовая карточка с оригинальной маркой СССР, посвящённая предварительному футбольному турниру в Киеве Олимпиады-80

Односторо́нняя почто́вая ка́рточка с оригина́льной ма́ркой — филателистическое название вида почтовых карточек, имеющих в качестве знака почтовой оплаты напечатанные марки с оригинальным рисунком, которые отдельно от этих карточек не издаются. Применяются во многих странах, в СССР выходили регулярно с 1971 года, всего с 1971 по 1991 год вышло 230 карточек.

## Описание

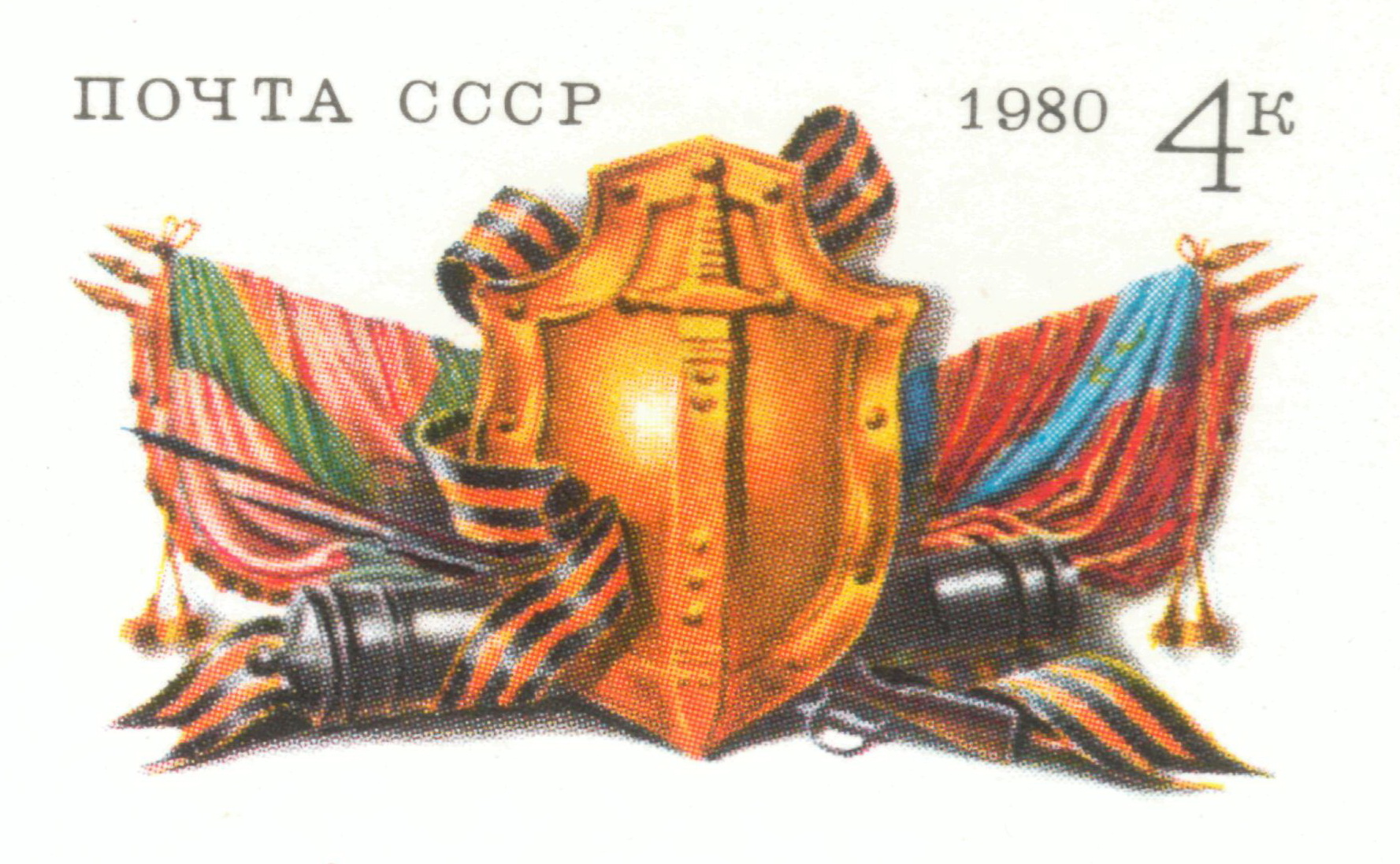
Фрагмент односторонней почтовой карточки с оригинальной маркой СССР «Великий русский полководец А. В. Суворов» (1980)

Одна сторона, чистая, данных почтовых карточек, издаваемых в СССР, России и некоторых других странах, предназначена для текста письма. На другой стороне выполнен художественный рисунок и помещена оригинальная коммеморативная почтовая марка, а также оставлено место для написания адресов адресата и отправителя. Поэтому такие карточки называются также просто карточками с коммеморативной маркой. Напечатанная оригинальная марка отдельно от почтовой карточки не выпускается, а иллюстрация самой карточки обычно расположена в левой части адресной стороны.
Такие карточки часто предназначены для пересылки авиапочтой. В филателии являются видом цельных вещей.

## История

### СССР

#### Выпуски
Первая односторонняя почтовая карточка с оригинальной маркой была выпущена в СССР Министерством связи СССР 12 апреля 1971 года в честь 10-летия первого в мире полёта человека в космос. Рисунок слева — портрет Ю. А. Гагарина — выполнил художник А. Н. Яр-Кравченко, рисунок оригинальной марки (изображение космического корабля «Восток») принадлежит художнику Р. Стрельникову.
Вторая карточка, посвящённая Международному геохимическому конгрессу, тоже вышла в апреле 1971 года. Автор рисунка на карточке (портрет академика В. И. Вернадского) — художник Е. Анискин, автор рисунка марки (модель атома, земной шар, химические символы элементов, содержащихся в земной коре) — художник Р. Стрельников. Помимо почтамтов, карточка продавалась в почтовом отделении МГУ, где проводился конгресс. Карточка с гашением стала филателистической редкостью.

В 1971—1972 годах было издано семь таких почтовых карточек.
Вначале карточки выпускались тиражами по 100 тысяч экземпляров, но в 1974 году в связи с ростом их популярности тираж был увеличен вдвое — до двухсот тысяч.

#### Каталоги
Выпускавшиеся советские односторонние почтовые карточки описывались в каталогах почтовых марок СССР, начиная с каталога за 1989 год, а также в отдельных каталогах, например:
- Максименко Н. М. Односторонние почтовые карточки с оригинальными марками 1971—1988. — М.: Издательско-торговый центр «Марка» Министерства связи СССР, 1990. — 168 с.[≡]
- Каталог почтовых карточек 1923—1991 и конвертов с оригинальными марками 1937—1991 Архивная копия от 14 марта 2022 на Wayback Machine / Общ. ред. В. Б. Загорского. — Изд. 2-е, испр. и доп. — СПб.: Стандарт-Коллекция, 2006. — 64 с. — ISBN 978-5-902275-16-9. (Дата обращения: 20 апреля 2011)
- Каталог рекламно-агитационных почтовых карточек и конвертов. СССР. 1924—1980 (недоступная ссылка) / Под ред. В. Б. Загорского. — 2-е изд. — СПб.: Стандарт-Коллекция, 2008. — 96 с. — ISBN 978-5-902275-32-9. (Включает иллюстрированные односторонние почтовые карточки периода 1941—1980 годов.) (Дата обращения: 20 апреля 2011)
- Якобс В. Знаки почтовой оплаты на цельных вещах СССР 1923—1983 гг.: каталог-справочник. — М.: ИТЦ «Марка», 2008. — 79 с. — (Прил. к журн. «Филателия», № 7, 2008).
- Якобс В. Знаки почтовой оплаты на цельных вещах СССР 1984—1992 гг.: каталог-справочник. Архивная копия от 5 марта 2016 на Wayback Machine — М.: ИТЦ «Марка», 2009. — 79 с. — (Прил. к журн. «Филателия», № 5, 2009). (Дата обращения: 22 апреля 2011)

### Россия
В России выпуск односторонних почтовых карточек с оригинальной маркой был продолжен издательским центром «Марка». Для их каталогизации также издаются соответствующие каталоги, например:
- Каталог почтовых марок, почтовых карточек и конвертов с оригинальными марками. Россия, 1992—2006. — Изд. 5-е. — СПб.: Стандарт-Коллекция, 2007. — 169 с. — ISBN 978-5-902275-26-8.
- Каталог почтовых марок, почтовых карточек и конвертов с оригинальными марками. Российская Федерация, 1992—2008 / Общ. ред. В. Б. Загорского. — СПб., 2009. — 203 с. — ISBN 978-5-902275-28-2.
- Почтовые карточки односторонние с маркой стандартного выпуска (литера В). Односторонние и двухсторонние немаркированные карточки региональных подразделений ФГУП Почта России: каталог. — 2009. — 72 с.  - Примеры односторонних почтовых карточек с оригинальной маркой России (2006)

Примеры односторонних почтовых карточек с оригинальной маркой России (2006)
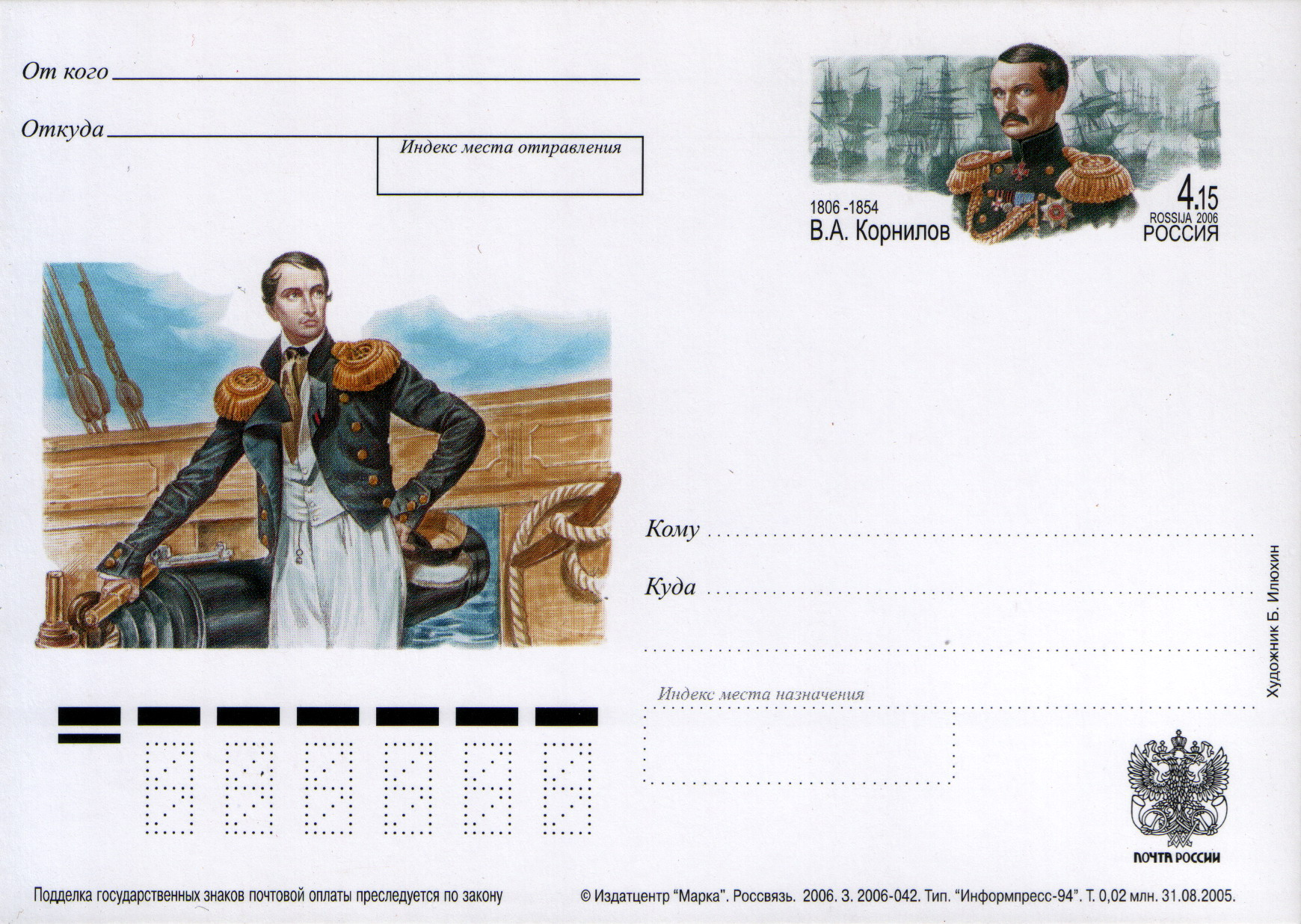
200 лет со дня рождения вице-адмирала В. А. Корнилова
100 лет со дня рождения актёра А. Л. Абрикосова

  - 200 лет со дня рождения вице-адмирала В. А. Корнилова[4]
  - 100 лет со дня рождения актёра А. Л. Абрикосова[4]